# 6763 Kochiny
6763 Kochiny è un asteroide della fascia principale. Scoperto nel 1981, presenta un'orbita caratterizzata da un semiasse maggiore pari a 2,7025489 UA e da un'eccentricità di 0,2436516, inclinata di 11,49362° rispetto all'eclittica.